# Сврчиновец
Сврчиновец (слч. Svrčinovec) насељено је мјесто са административним статусом сеоске општине (слч. obec) у округу Чадца, у Жилинском крају, Словачка Република.

## Становништво
| Година:    | 1994. | 2004.    | 2014.   | 2024.   |
| ---------- | ----- | -------- | ------- | ------- |
| Број људи: | 3138  | 3467     | 3560    | 3305    |
| Разлика:   |       | +10,48 % | +2,68 % | -7,16 % |

| Година:    | 2023. | 2024.   |
| ---------- | ----- | ------- |
| Број људи: | 3339  | 3305    |
| Разлика:   |       | -1,01 % |

Према подацима о броју становника из 2011. године насеље је имало 3.577 становника.